# Nationalpark Stora Sjöfallet
Der Nationalpark Stora Sjöfallet befindet sich im Norden Schwedens nahe der norwegischen Grenze bzw. in Sápmi, wie die indigenen Samen ihr angestammtes Siedlungsgebiet nennen. Der Park wurde 1909 ausgewiesen und gehört seit 1996 zum Laponia-Welterbe. Der See Akkajaure trennt den Park heute in einen nördlichen und südlichen Teil. Im gesamten Westen erheben sich höhere, zum Teil vergletscherte, Gipfel des Skanden-Gebirges, von denen das Akka-Massiv im Südwesten das eindrucksvollste ist. Es wird auch „Königin Lapplands“ genannt und erlangte große Bekanntheit durch Selma Lagerlöfs Jugendbuch Nils Holgersson. Die alpine Höhenstufe, die den größten Flächenanteil des Parks ausmacht, wird von weitläufiger, baumloser Fjälltundra beherrscht. Vor allem am Südufer des Akkajaure ziehen sich lichte Fjällbirkenwälder bis hinauf zur Baumgrenze. In den niedrigsten Regionen im Osten gehen sie zum Teil in den Fichten- und Kiefern-Urwälder über. Durch den Nationalpark ziehen sich die Gebirgsseen des Flusses Stora Luleälven. Der See Akkajaure ist heute ein Stausee, dessen Staudamm sich bei Suorva befindet. Wegen der wirtschaftlichen Nutzung der Wasserkraft ist der Akkajaure-Stausee schon früh aus dem Nationalpark wieder ausgegliedert worden. Die Uferzone des Stausees ist wegen der Wasserstandsschwankungen (zwischen 423 und 453 m) von geringer Vegetation und oft von wüster Ansicht.

## Geschichte
Der Nationalpark Stora Sjöfallet wurde am 24. Mai 1909 auf Beschluss des schwedischen Reichstags ausgewiesen, verbunden mit dem Ziel, die Quellflüsse des Lule älv zu schützen. Gemeinsam mit den Nationalparks Abisko, Ängsö, Garphyttan, Gotska Sandön, Hamra, Pieljekaise, Sarek und Sonfjället gehört er damit zu den ersten Nationalparks in Europa. Seinen Namen erhielt das Schutzgebiet von einem der mächtigsten Wasserfälle Europas, dem rund 50 Meter hohen Stora Sjöfallet (Stuor Muorkkegårttje auf Lulesamisch – der Name setzt sich zusammen aus „stuor“ = groß, „muorkke“ = schmale Landzunge zwischen zwei Seen, die meist von beiden Seiten einen Fluss einfasst, und „gårttje“ = Wasserfall), der die Seen Kårtjejaure und Langas miteinander verbindet und den Beinamen „Skandinaviens Niagarafälle“ trug. Hier baute der Svenska Turistföreningen bereits 1890 eine seiner ersten Berghütten, die Gäste reisten zunächst mit Hilfe von Ruder-, ab 1914 mit Motorbooten an.
Bei seiner Gründung umfasste der Nationalpark Stora Sjöfallet 1.398 Quadratkilometer. 1919 wurden 120 Quadratkilometer aus dem zentralen Teil ausgegliedert, um den Bau des Suorvadamms, der heute den Akkajaure aufstaut, zu ermöglichen. Die Königlich Schwedische Akademie der Wissenschaften hatte zuvor zwar darauf hingewiesen, dass „das Aufstauen die Verhältnisse im Nationalpark in höchstem Grad verändern und dessen Wert vor allem in biologischer Hinsicht wesentlich verringert wird“. Jedoch stimmte sie „unter Berücksichtigung des immens großen nationalökonomischen Gewinns“ und „in einer Zeit, da der sichere Zugang zu Treibstoff und Elektrizität eine Lebensbedingung für unser Land darstellt“, den Plänen zu. Der Spiegel des Sees schwankt im Jahresverlauf um bis zu 30 Meter. Das Wasser wird zur Elektrizitätsgewinnung über ein technisch anspruchsvolles unterirdisches kilometerlanges Röhrensystem am Stora Sjöfallet vorbeigeleitet. Flossen vor dem Dammbau etwa 200 Kubikmeter/Sekunde über den Stora Sjöfallet, beträgt der Jahresdurchschnitt nun etwa sechs Kubikmeter/Sekunde. Nur selten, zum Beispiel zur Schneeschmelze, erhöht sich die Abflussmenge am Stora Sjöfallet. Dann kann man erahnen, wie groß in früherer Zeit dieser Wasserfall gewesen sein muss. Auch andere Wasserläufe im nördlichen Teil des Nationalparks werden heute durch die Wasserkraftgewinnung reguliert.
1989 veröffentlichte das schwedische Umweltministerium Naturvårdsverket den ersten „Nationalparkplan für Schweden“, der unter anderem eine Bestandsaufnahme und Bewertung der zu diesem Zeitpunkt existierenden Nationalparks vornimmt. Dem Nationalpark Stora Sjöfallet wird darin auf Grund der seit 1919 durchgeführten Eingriffe im Tal des Luleälv die Eignung als Nationalpark abgesprochen: „Trotz des Ausbaus der Wasserkraft hat der Park weiterhin einen hohen Wert, besonders im südlichen Teil. Der Name ist jedoch nicht mehr aktuell und missverständlich. Die verlorengegangen Werte können nicht kompensiert werden.“ Der Vorschlag lautete daher, den südlichen Teil (circa 600 Quadratkilometer) dem Nationalpark Sarek anzugliedern und dem etwa gleichgroßen nördlichen Teil den Nationalparkstatus abzuerkennen und dem Naturreservat Sjaunja anzugliedern. Im 2008 veröffentlichten überarbeiteten „Nationalparkplan für Schweden“ findet sich dieser Vorschlag nicht wieder.
1996 erklärte die UNESCO den Nationalpark Stora Sjäfallet gemeinsam mit den Nationalparks Sarek, Padjelanta/Badjelánnda und Muddus/Muttos sowie den Naturreservaten Sjaunja und Stubba zum Weltnatur- und -kulturerbe Laponia. Zum 1. Januar 2013 wurde das gesamte Welterbegebiet unter samische Verwaltung gestellt, die Nationalparks tragen seitdem neben ihrem schwedischen auch den entsprechenden samischen Namen. So heißt der Nationalpark Stora Sjöfallet seitdem auch Stuor Muorkke. Im Herbst 2014 wurde auf einer in den Langas reichenden Landzunge bei Vietas/Viedás das Besucherzentrum „naturum Laponia“ eröffnet, das über die Natur und Kulturgeschichte des Welterbes informiert.

## Flora und Fauna
Im Park kommen im Wesentlichen alle Pflanzengesellschaften der eurasischen Tundren vor, das heißt vor allen Dingen Moose und Flechten, Gräser, Zwergsträucher wie die Zwerg-Birke und arktische Heidekräuter, strauchförmige und zwergwüchsige Weidengewächse und Farne. Besonders für den Park sind der nordische Eisenhut, die Fjällpestwurz (Petasites frigidus ) oder der Alpen-Milchlattich. Bei den Säugetieren sind vor allem die Rentierherden der Samen, Schneehase, Berglemming, Nordluchs und Vielfraß zu nennen. Bei den Vögeln sind Goldregenpfeifer, Raufußbussard und Alpenschneehuhn häufig.

## Umgebung
Der Nationalpark Stora Sjöfallet/Stuor Muorkke liegt im Zentrum eines allein in Schweden rund 15.816 Quadratkilometer großen, zusammenhängend unter Naturschutz stehenden Gebiets (Stand: 5. Dezember 2023). Dieses setzt sich aus vier Nationalparks und 16 Naturreservaten zusammen. An den Nationalpark Stora Sjöfallet/Stuor Muorkke grenzt im Nordosten das Naturreservat Sjaunja (2.850 Quadratkilometer), das das größte Moorwildnisgebiet Schwedens schützt. Im Süden geht der Nationalpark Stora Sjöfallet/Stuor Muorkke in den Nationalpark Sarek (1.985 Quadratkilometer) über, der Südwestzipfel grenzt an den größten schwedischen Nationalpark, Padjelanta/Badjelánnda (1.999 Quadratkilometer). Alleine die drei Nationalparks umfassen damit eine Fläche von 5.264 Quadratkilometern. Vom Naturreservat Ultevis fjällurskog (1.172 Quadratkilometer) wird der Nationalpark Stora Sjöfallet/Stuor Muorkke nur durch den Langas getrennt.

## Wandern
Obwohl der Nationalpark auf der Nordseite des Akkajuare durch eine Straße erschlossen wird, gibt es nur wenige Wanderwege. Durch den Nordteil verläuft eine Kungsleden-Etappe (Vakkotavare – Teusajaure), an der Westgrenze des Südteils eine Etappe des Padjelantaledens (Gisuris – Akkastugorna). In Kebnats besteht für Wanderer eine Fährverbindung nach Saltoluokta, von hier führen Pfade auf den Lulep Gierkav (1.139 m) und zum See Bietsávrre. Von Vietas gibt es einen unmarkierten Wanderweg durch die alten Kiefernwälder des Nationalparks zu einem Aussichtshügel sowie in das „Soldalen“. Auch der Wasserfall Stora Sjöfallet kann von hier erreicht werden. Ansonsten bewegt man sich im Nationalpark abseits markierter Wege, was entsprechende Erfahrung, Planung und Ausrüstung erfordert.

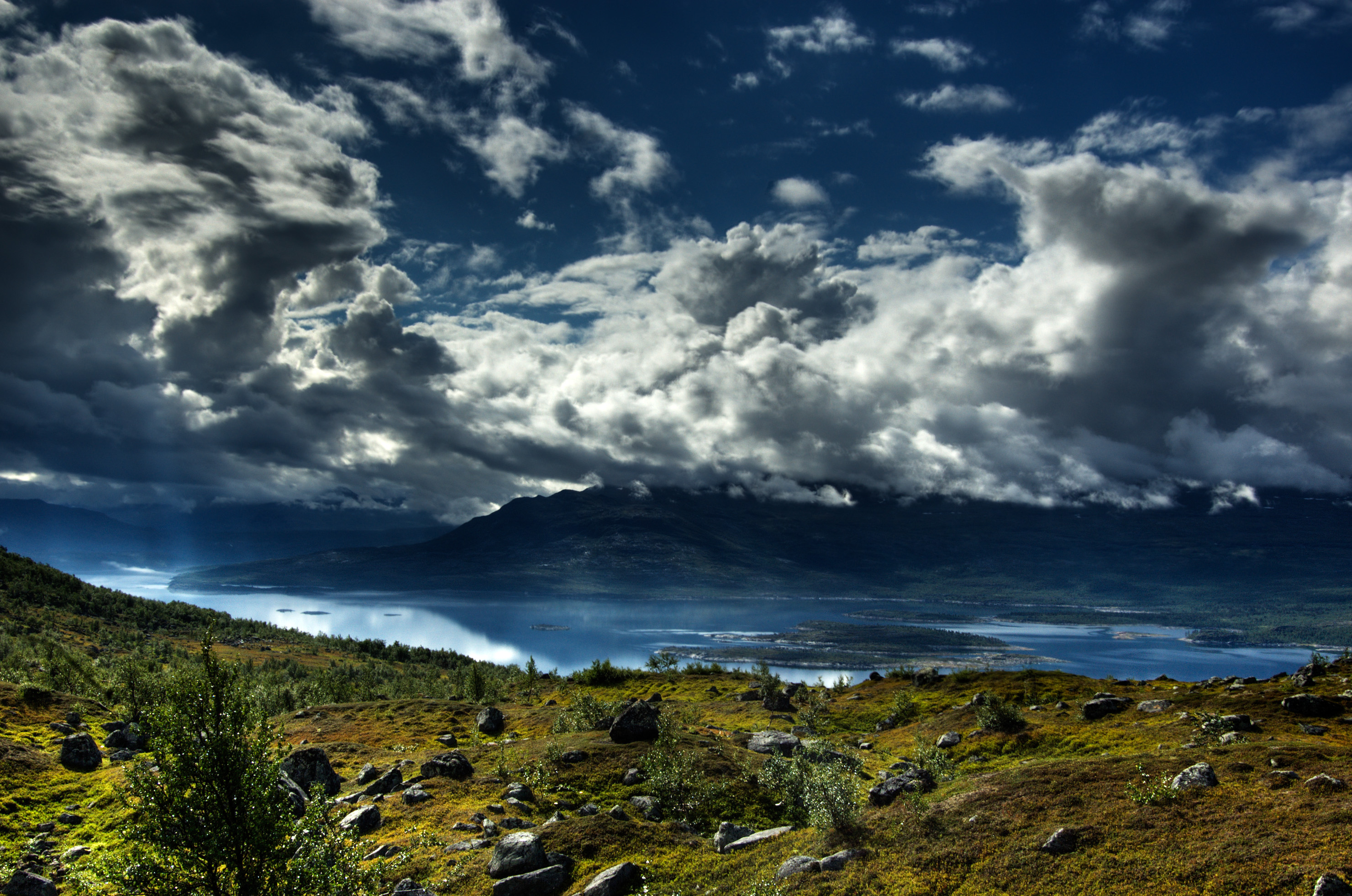
Suorvajaure von Vakkotavare
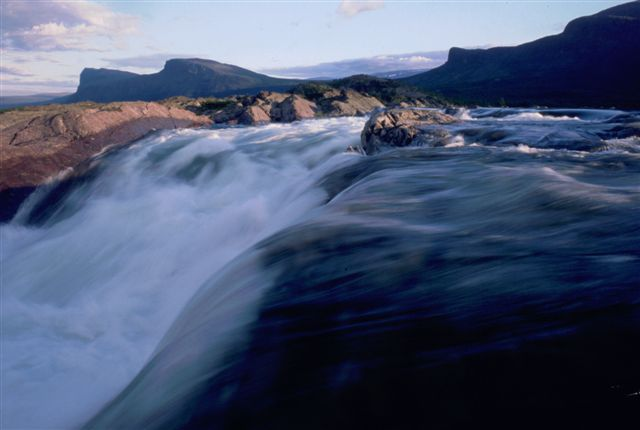
Wasserfall Stora Sjöfallet
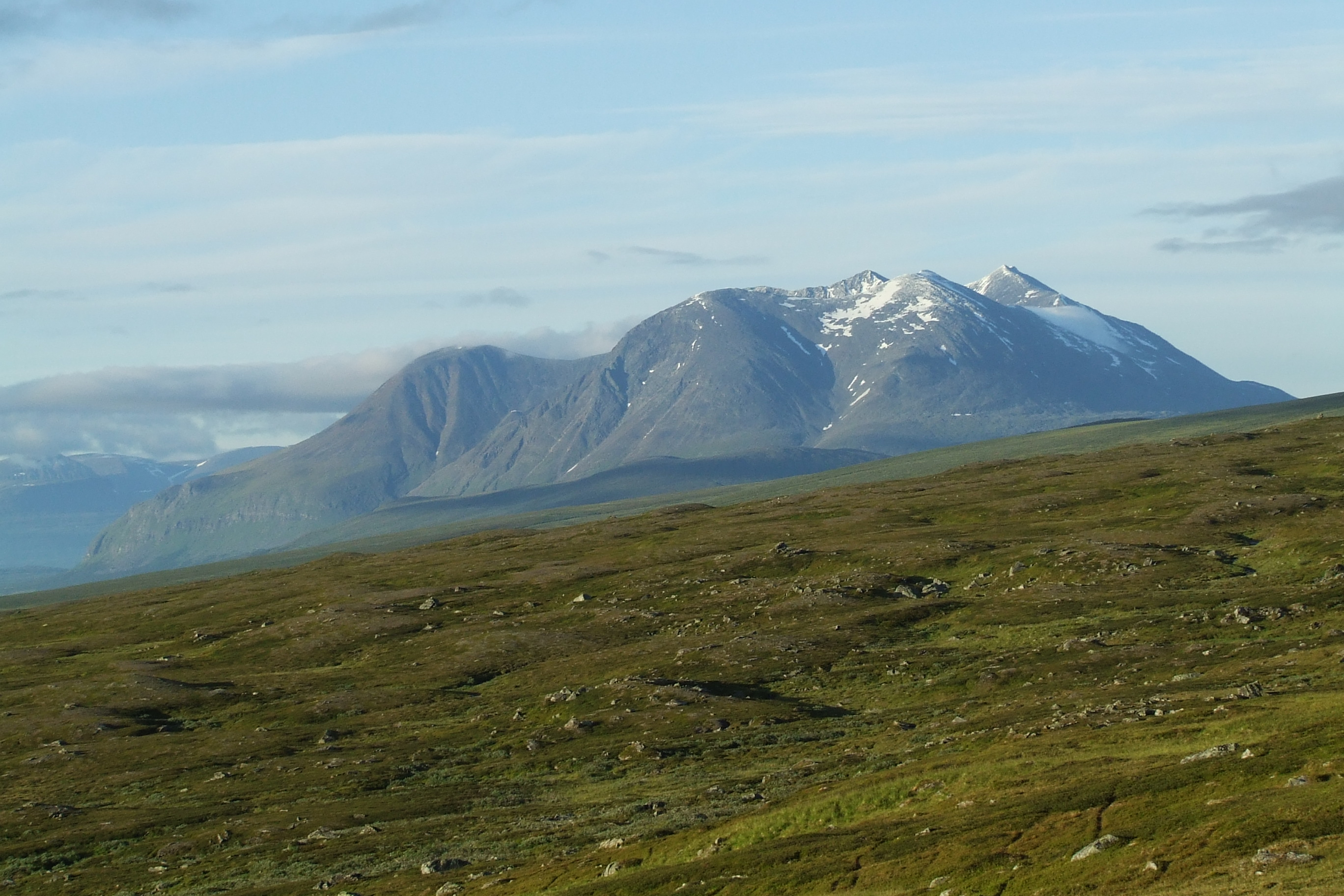
Blick auf das Akka-Massiv (2011 m)
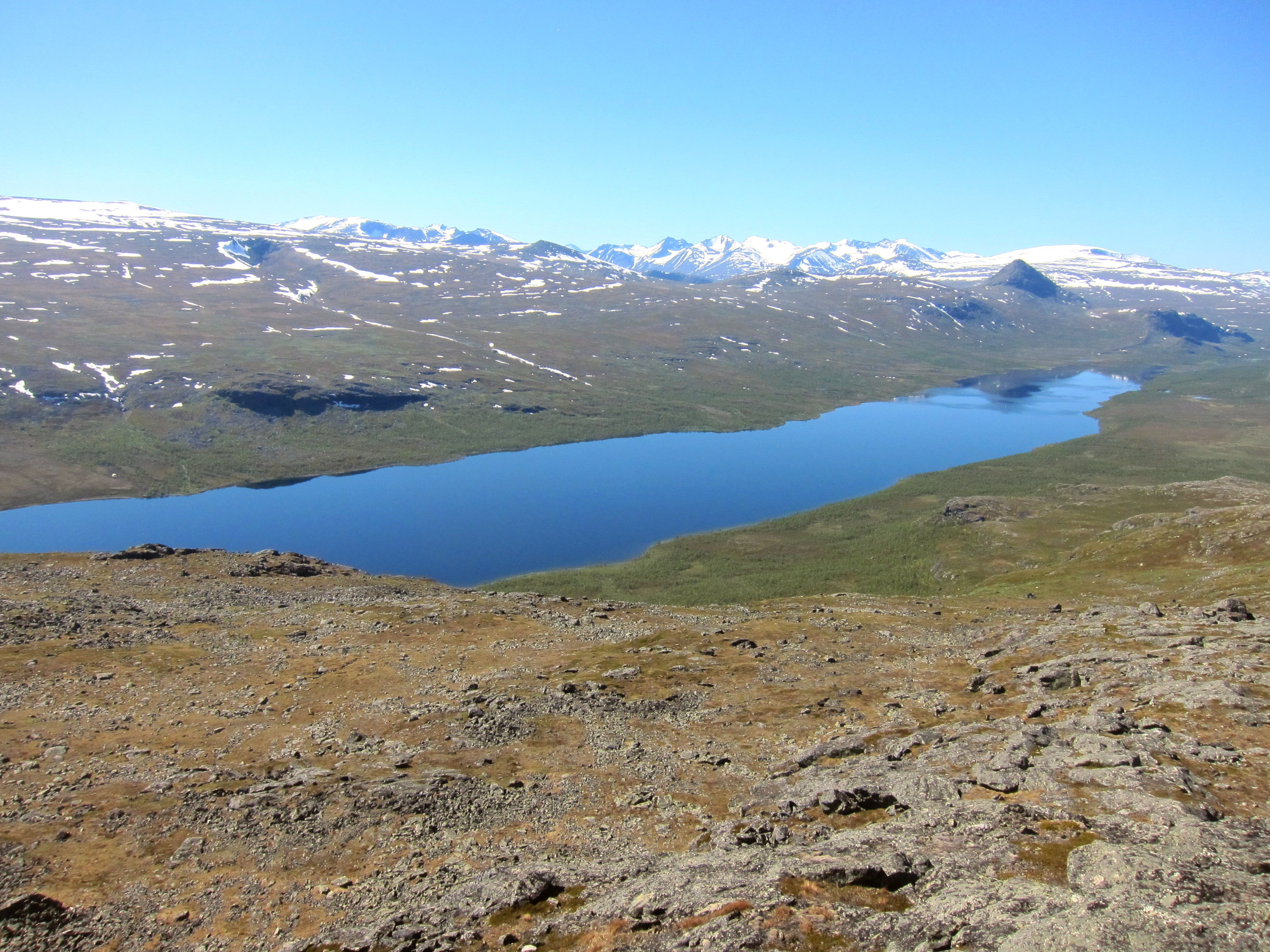
Piesaure vom Kierkau
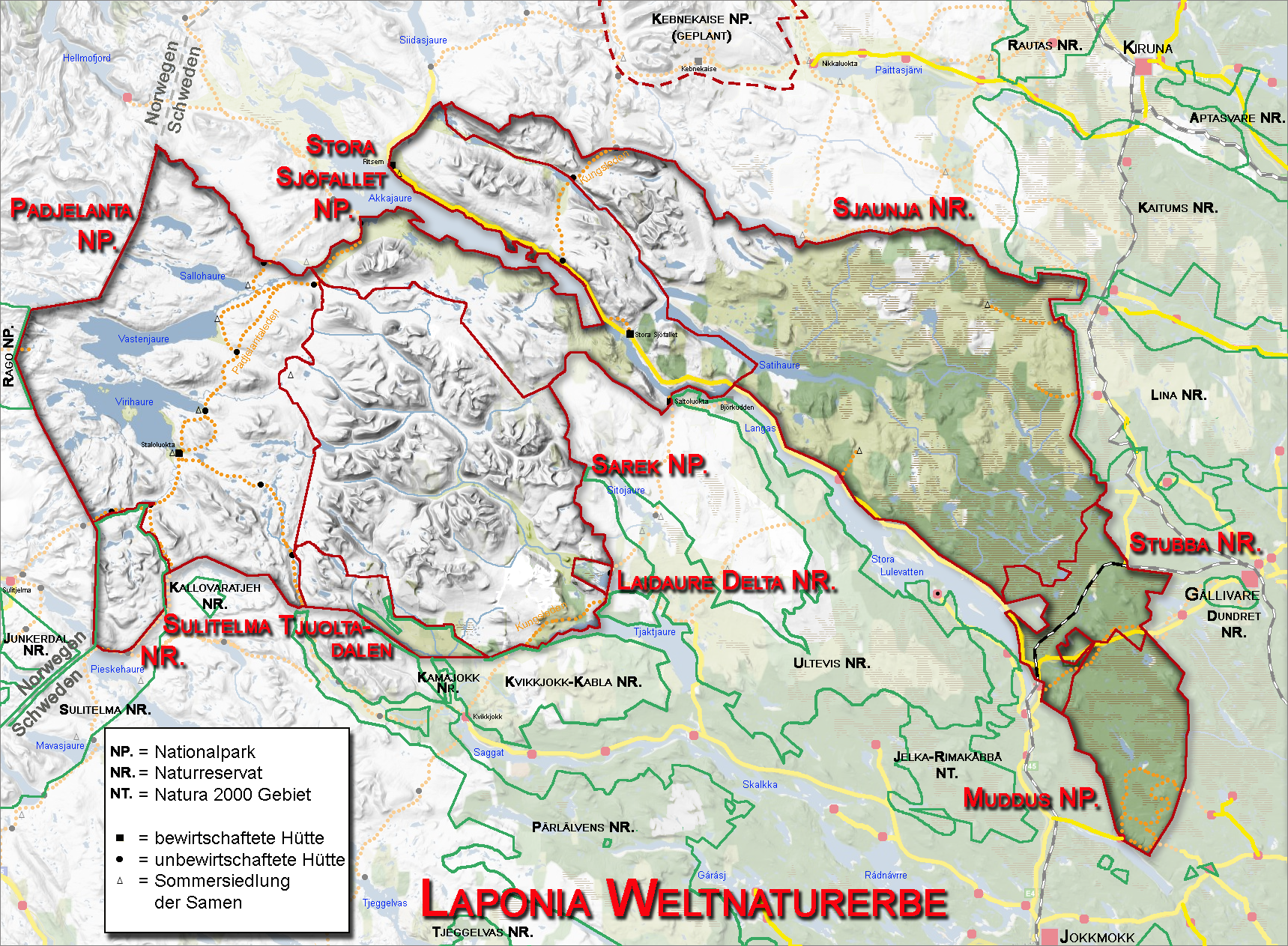
Karte des Nationalparks im Weltnaturerbe Laponia